# Sanyang-eup
Sanyang-eup (koreanska: 산양읍) är en köping  i staden Tongyeong i provinsen Södra Gyeongsang i den södra delen av Sydkorea, 335 km sydost om huvudstaden Seoul. Den omfattar större delen av ön Mireukdo samt 91 kringliggande öar på totalt 7,1 kvadratkilometer. Av dessa är 11 bebodda med totalt drygt 700 invånare. 